# Mario Ferraguti
Mario Ferraguti (Sala Baganza, 28 agosto 1944) è un ex calciatore italiano, di ruolo centrocampista.

## Carriera
Debutta in Serie B con il Parma nel 1963-1964, disputando 23 gare in quella stagione e 19 in quella successiva.
In seguito continua la carriera in Serie C con Pro Patria, Potenza e Torres.
Termina la sua carriera nella stagione 1970-1971 militando in serie D nel San Secondo